# 魏瀛
魏瀛（1774年—1843年），字葵臣，湖南衡陽縣上峰乡人，清朝官員。

## 生平
嘉慶十二年（1807年）舉人。历任山东定陶、泗水、菏泽、潍县等县知县。道光十五年（1835年），調署臺灣府鳳山縣知縣。道光十九年（1839年）接替龍大惇，任台灣府淡水撫民同知，并兼统鹿港防务。